# Chau, amor mío

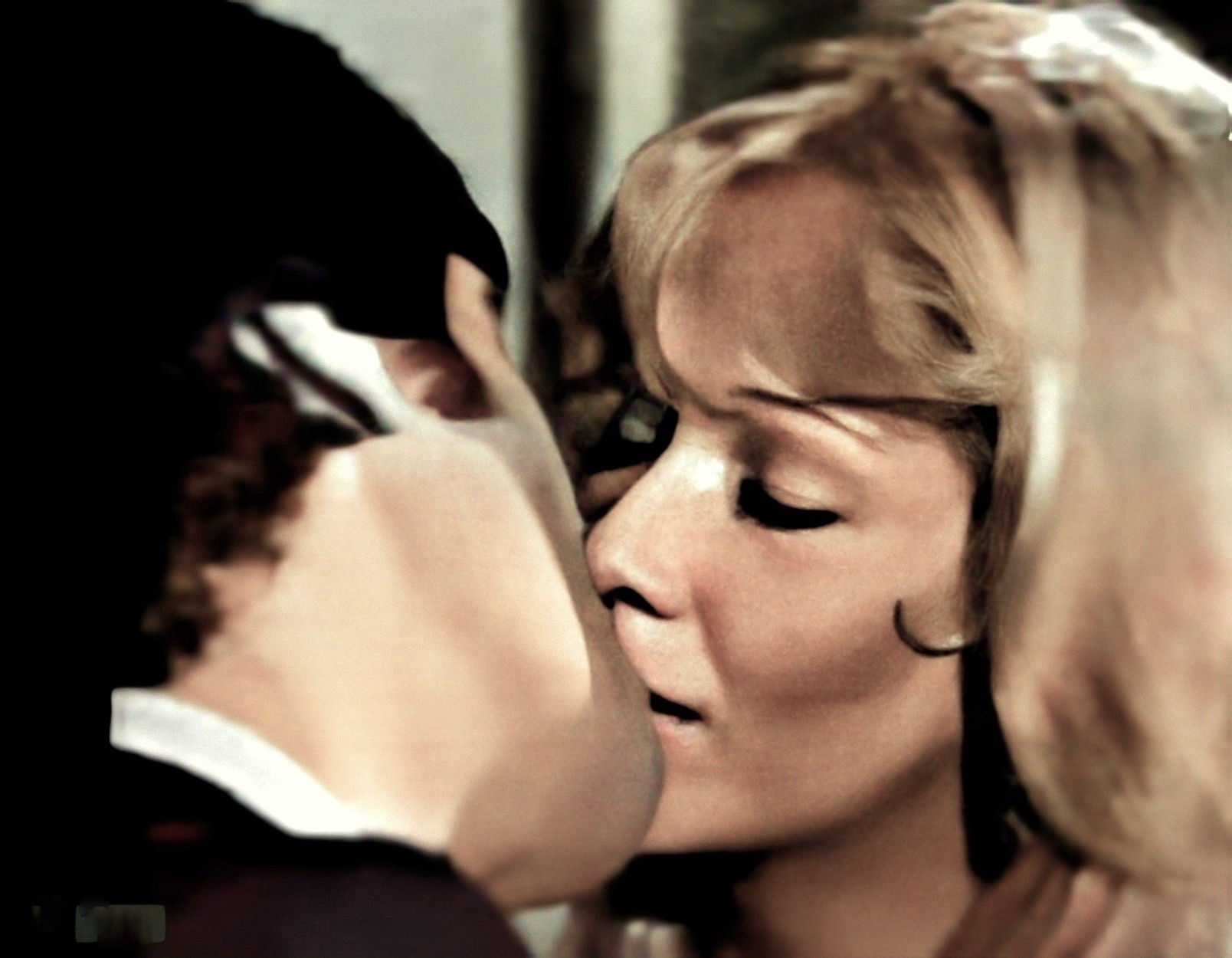
Arturo Puig y Soledad Silveyra (1979)

Chau, amor mío fue una telenovela argentina emitida en 1979 por Canal 13. Basada en una historia original de Alberto Migré, estuvo protagonizada por Soledad Silveyra y Arturo Puig. La novela reunió por primera vez a la dupla Silveyra-Puig, quiénes, 31 años más tarde, se reencontrarían en la ficción para protagonizar Secretos de amor.

## Elenco

### Reparto
- Soledad Silveyra (Fe)
- Arturo Puig (Hernando)
- Raúl Rossi (Tío Cholo)
- China Zorrilla (Ana)
- Ana María Campoy (Amanda)
- María Concepción César (Luciana)
- Elda Dessel (Telia)
- Mariángeles Ibarreta (Roberta)
- Guillermo Rico (Camilo)
- Lito González (Máximo)
- Antonio Caride (Daniel)
- Juan Vitale (Diego)
- Susy Kent (Adela)
- Mario De Rosa (Elbio)
- Antuco Telesca (Emilio)
- Mabel Pessén (Pepita)
- Elsa Piuselli (Élida)
- Ivonne Fournery (Julia)
- Carlos Artigas (Gabino)
- Dora Ferreiro (Rafaela)
- Paquita Más (Perla)

### Ficha técnica
- Autor: Alberto Migré
- Vestuario: Guillermo Blanco
- Escenografìa Antón
- Iluminación: Jorge Bonanno
- Dirección: Eduardo Valentini - Carlos Escalada

## Recepción
Chau... amor mío cerró un ciclo de telenovelas exitosas de Migré en Canal 13. En 1972 comenzó a emitirse por este canal su primer título de este periodo con el teleteatro "Un extraño en nuestras vidas" de lunes a viernes a las 17.00, protagonizado por Alberto Martín, Alicia Bruzzo y Silvina Rada. En 1972, durante noviembre y diciembre, en 8 capítulos, los lunes a las 20.30,  presentó: "Mariano Marzán, un médico de Buenos Aires", con el mismo elenco. A partir de marzo se había agregado una telenovela semanal, los martes a las 22.00: "Rolando Rivas,Taxista".Protagonizada por Claudio Garcìa Satur y Soledad Silveyra. Desde 1973, todos los martes continuó con "Rolando Rivas,taxista", con Claudio Garcìa Satur, pero la protagonista cambio, al pasar Soledad Silveyra a otra tira, la nueva protagonista femenina fue Nora Cárpena,  y los viernes a la noche se agregó: "Pobre Diabla", protagonizada por Soledad Silveyra y Arnaldo André. En 1974: aparecieron: Dos a quererse con: Claudio García Satur y Thelma Biral y los viernes: "Mi hombre sin noche". Protagonizada por Arnaldo André y Soledad Silveyra. Durante 1975: los días martes a las 22.00 se emitió: "Tu rebelde ternura" con Silveyra y Antonio Grimau, y los viernes a las 22.00 la exitosa tira semanal "Piel naranja",  protagonizada por Arnaldo André y Marilina Ross con Raúl Rossi y China Zorrilla. Hasta 1975, Alberto Migré. escribió dos teleteatros semanales. En 1976 continúo haciendo una telenovela a la semana. 1976: Los que estamos solos Protagonizada por: Nora Cárpena y Arnaldo André. En 1977: "Pablo...en nuestra piel protagonizado por la pareja: María Valenzuela y Arturo Puig. Durante el verano se hicieron varios capítulos unitarios dentro del ciclo: El tema es el amor. En 1978: Vos y yo, toda la vida con la misma pareja del año anterior. Y el 1979, su última telenovela semanal, los viernes a las 22.00: "Chau... amor mío" protagonizada por Arturo Puig y Soledad Silveyra, que marcó el fin de esta exitosa etapa en canal 13.